# Glienicker Weg
Der Glienicker Weg war ein ursprünglich von Coepenick bei Berlin zum  Vorwerk Glienicke durch die Köllnische Heide führender Weg. Seit Anfang des 18. Jahrhunderts dient er als direkte Verbindung dieser beiden späteren Berliner Ortsteile, aus dem infolge der Eingliederung einige Abschnitte unter neuen Namen ausgegliedert wurden. Heute trägt nur noch das Mittelstück dieses Weges die Bezeichnung „Glienicker Weg“.

## Geschichte

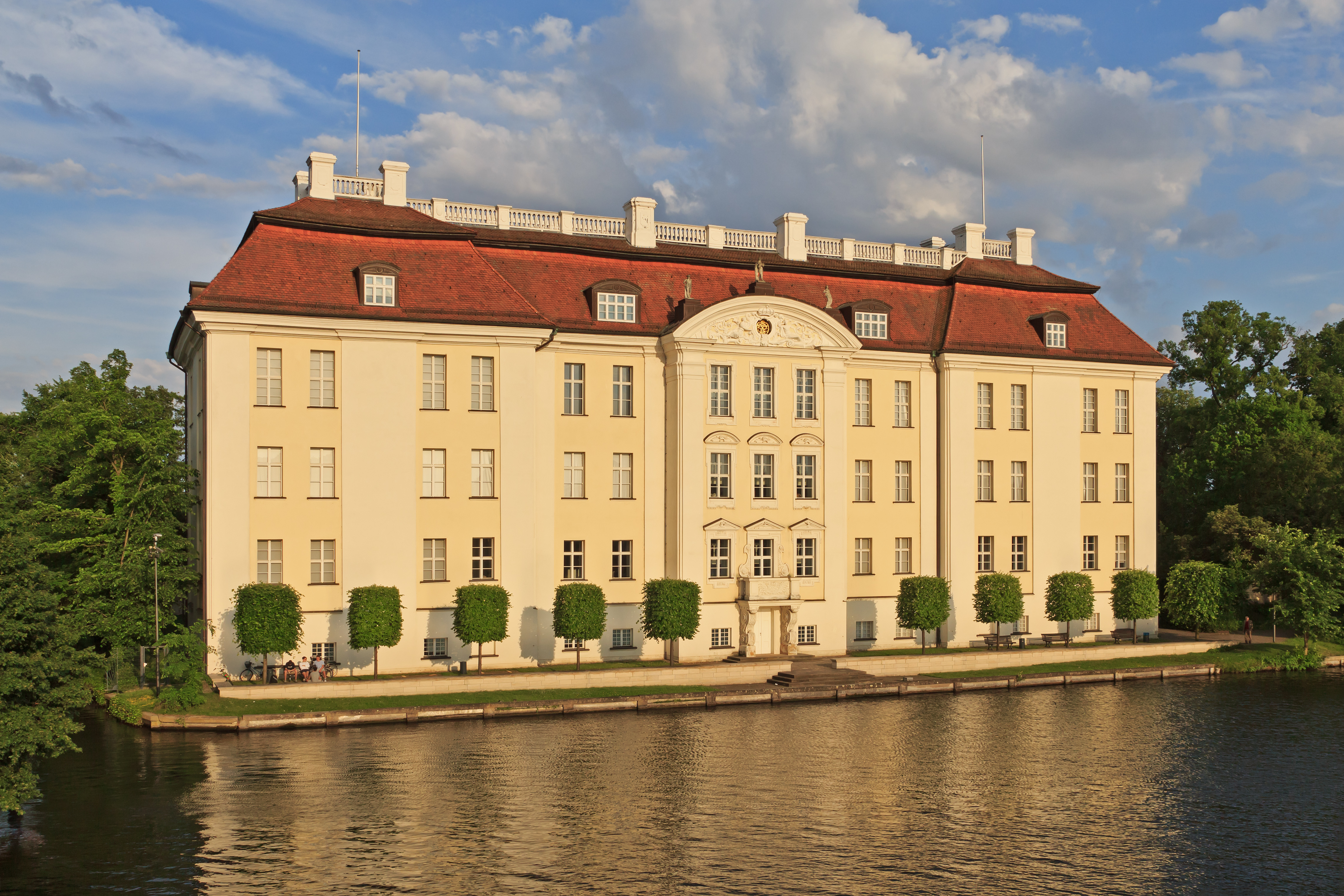
Schloss Köpenick

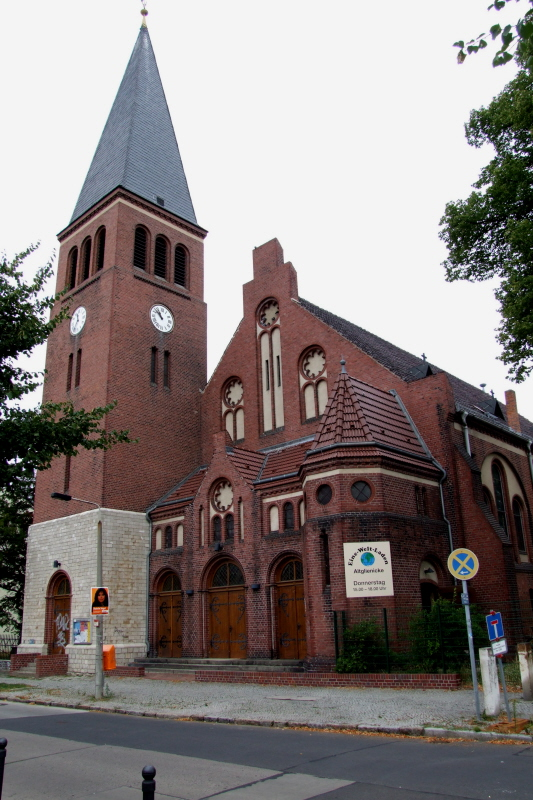
Dorfkirche von Altglienicke

Nach dem Ende des Dreißigjährigen Kriegs konnte sowohl die Bevölkerungsentwicklung als auch die wirtschaftliche Entwicklung innerhalb der vom Militär geschützten Grenzen der Mark Brandenburg vorangetrieben werden. Der Große Kurfürst Friedrich Wilhelm unterstellte dem Amt Cöpenick weitere Dörfer, darunter auch Glienicke.
Das durch Joachim II. im 16. Jahrhundert in Cöpenick errichtete Jagdschloss wurde im Jahr 1677 abgerissen. Es wurde durch das heute noch bestehende Barockschloss ersetzt.
Nach seiner Hochzeit mit Elisabeth Henriette von Hessen-Kassel im Jahr 1679 bezog der Sohn Friedrich Wilhelms, der Kurprinz Friedrich, das Schloss Cöpenick. Das Paar lebte dort bis zum Tod Henriettes im Jahr 1683. Danach lebte Kurprinz Friedrich mit seiner zweiten Frau Sophie Charlotte von Hannover bis 1687 im Schloss. Nachdem der Prinz 1688 Kurfürst Friedrich III. geworden war, hatte er für diesen Wohnsitz keine Verwendung mehr und residierte in Berlin.

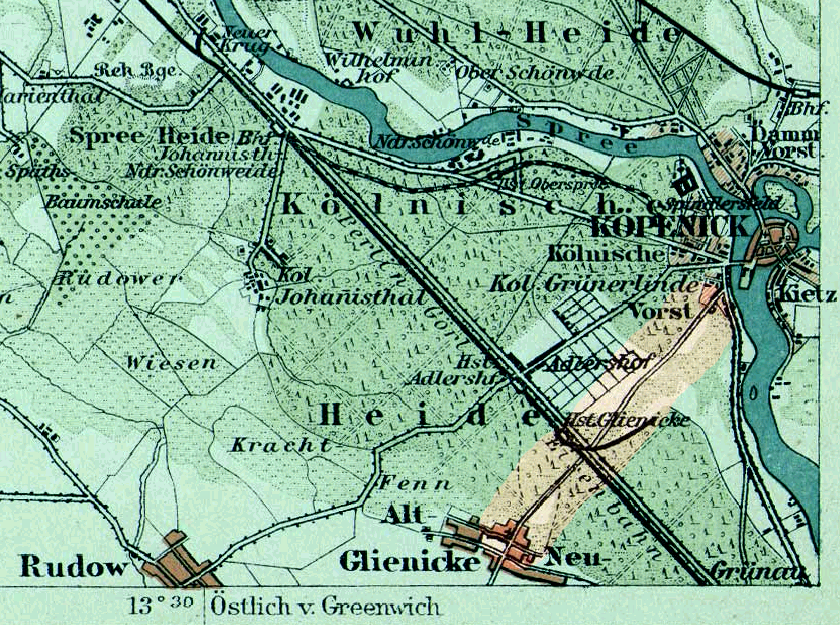
Glienicker Weg, 1894

Andere Wege waren bereits ab 1677 durch den Königlichen Forst geschlagen worden, so die Allee zu den Müggelbergen und zum Adlergestell.
Der nordwestliche Beginn des vormaligen Glienicker Wegs, von Köpenick bis zur Bahnbrücke des Berliner Außenrings, wurde vor 1920 in Glienicker Straße umbenannt, und das Ende, vom Adlergestell bis Alt-Glienicke, heißt seit vor 1890 Köpenicker Straße.

## Anlieger

### 18.–19. Jahrhundert
Nördlich des mittleren Teils des alten Glienicker Wegs entstand Mitte des 18. Jahrhunderts die Flur „Am Süßen Grund“ zwischen Rudower und Glienicker Weg. Hier befand sich eine Kolonie von acht Büdnern, die jeweils einen Morgen Gartenland und einen Morgen Wiese sowie das Recht zur Haltung einer Kuh hatten. Aus dieser Kolonie ging 1879 das an den Glienicker Weg angrenzende Adlershof hervor.
Der Glienicker Weg führte ursprünglich durch feuchtes Gebiet. Bei Glienicke im „Bruchland“ begann der Lauf des „Voll Kropp“, der sich zweimal den Glienicker Weg schneidend bis etwa zum heutigen Berliner Außenring hinzog, um dann weiter bis zur Dahme zu fließen. Dieses letzte Stück wird als „Vollkropfgraben“ bezeichnet, während der Beginn mittlerweile zugeschüttet ist. Entlang des Grabens befanden sich südlich des Glienicker Wegs ausgedehnte feuchte Wiesen, die nach ihrem ehemaligen Besitzer am Ende des 19. Jahrhunderts noch als „Kahlbaums Wiesen“ bezeichnet wurden. Am Graben stand zudem eine der acht noch heute in Berlin vorhandenen Windmühlen, die 1820 als Wuhlkropfmühle gegründet wurde und seit 1850 nach dem Graben Vollkropfs Mühle hieß. Die Mühle steht heute unter ihrem letzten Namen Bohnsdorfer Bockwindmühle im Deutschen Technikmuseum in Berlin-Kreuzberg.

### 20.–21. Jahrhundert

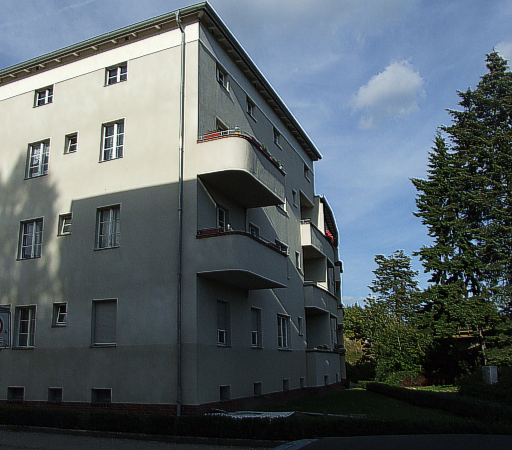
Ansicht der Wohnanlage Zinsgutstraße

Am östlichen Beginn des noch als Glienicker Weg bezeichneten Mittelstücks des ursprünglichen Königlichen Verbindungswegs von Köpenick nach Glienicke an der Brücke des Berliner Außenrings befindet sich auf der nördlichen Straßenseite zwischen dem Bahndamm des Außenrings und der Wohnanlage Zinsgutstraße die Kleingartenanlage „Lange Gurke“. Diese grüne Insel bildet den Puffer zur denkmalgeschützten Wohnanlage, die von 1929 bis 1931 nach Plänen des Architekten Julius Schüler errichtet wurde. Seitens des Glienicker Wegs betrifft dies die geraden Hausnummern 88–96.
Der Glienicker Weg beginnt nicht, wie sonst üblich, mit der Nummer 1. Die Nummerierung des Glienicker Wegs stammt noch aus der Zeit, als dieser Weg in Köpenick seinen Anfang nahm. Mit der Umbenennung des ersten Teilstücks in Glienicker Straße wurde die alte Nummerierung für den Glienicker Weg beibehalten.

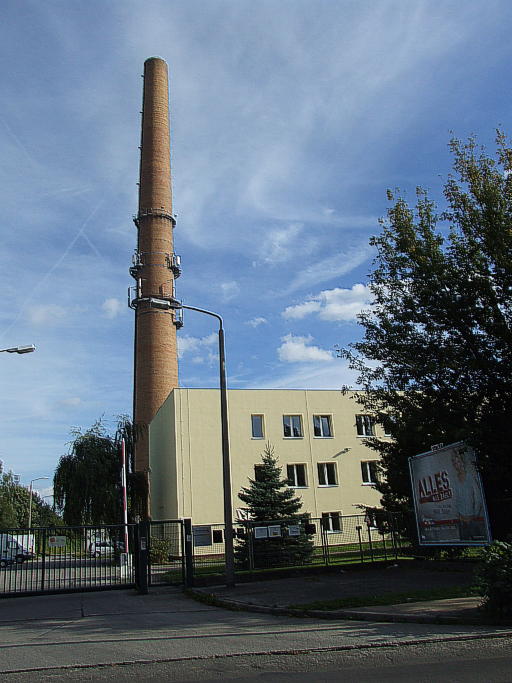
Blockheizkraftwerk Glienicker Weg 95

Gegenüber, auf der südlichen Seite des Glienicker Wegs, steht bei Nummer 95 ein Blockheizkraftwerk (BHKW) des Energieversorgers Vattenfall.
Westlich der in den Glienicker Weg mündenden Zinsgutstraße befindet sich eine weitere, als Denkmal geschützte Wohnanlage, die nach Plänen der Architekten Max Abicht und Johannes Ruppert in den Jahren 1936/1937 errichtet wurde. Die Anlage nimmt seitens des Glienicker Wegs die geraden Hausnummern 100–110 in Anspruch und schließt westlich mit der Wassermannstraße ab. Diese Wohnanlage wurde als Gegenplan zu den Mietskasernen der Berliner Innenstadt angelegt. Sie bildet einen geschlossenen Wohnbereich mit großzügigem, begrüntem Innenhof, der von dreigeschossigen Häusern umbaut ist.
Weiter westlich der Wassermannstraße folgen weitere Wohnhäuser bis zur Nipkowstraße. Danach folgen auf der nördlichen Seite des Glienicker Wegs diverse Großmärkte auf dem bis zum Adlergestell reichenden Gewerbegelände.
Südlich des Glienicker Wegs wird praktisch die gesamte angrenzende Fläche als Industriegelände genutzt. Gegenüber den Wohnanlagen, direkt am Glienicker Weg, befinden sich noch einige Wohnhäuser in Klinkerbauweise, welche ursprünglich als Wohnungen für Werksangehörige dienten.

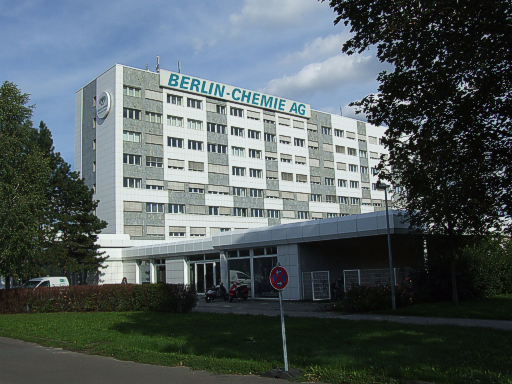
Hauptgebäude der Berlin-Chemie

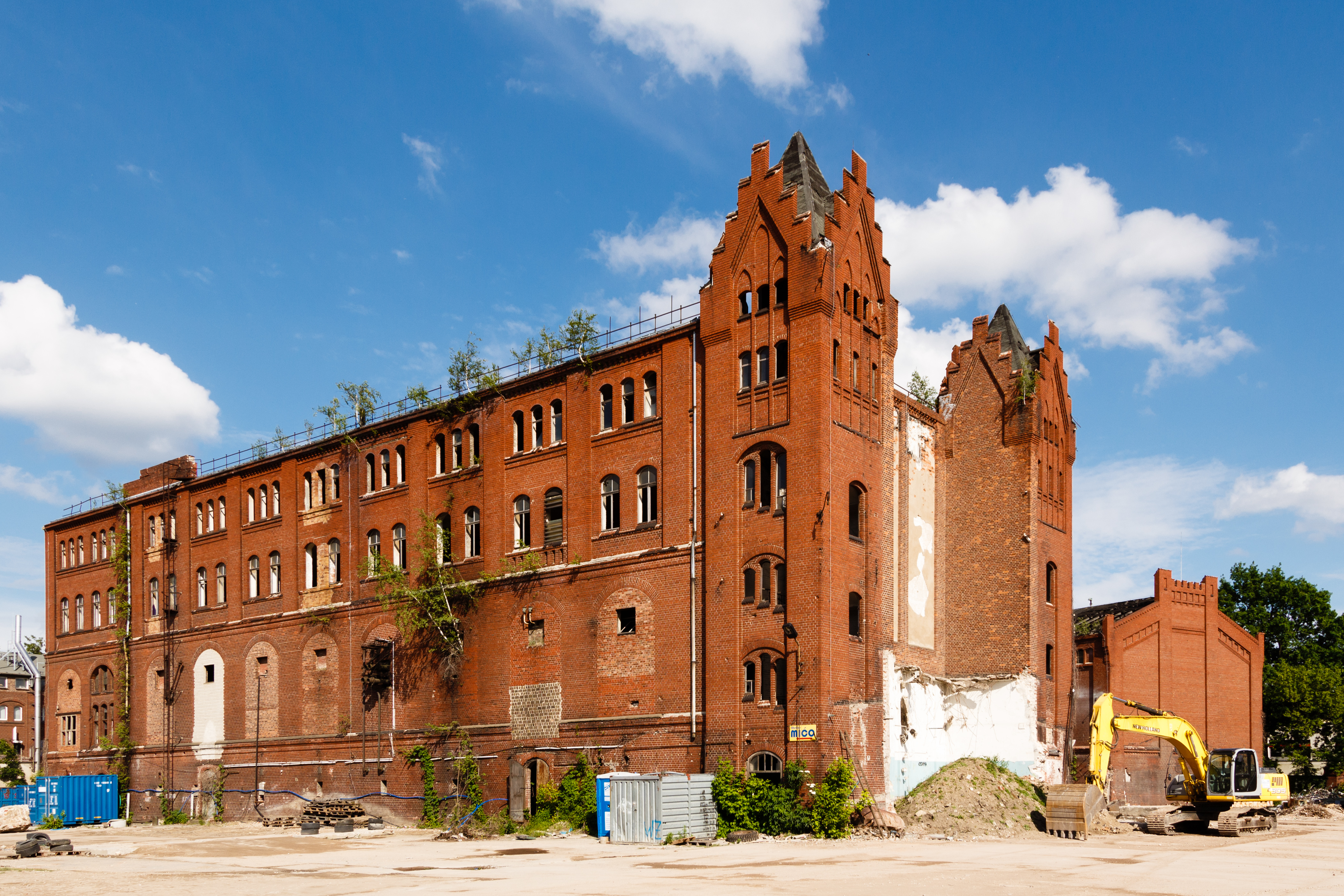
Verlassenes Fabrikgebäude von Bärensiegel

Der Haupteingang zum denkmalgeschützten Fabrikgelände am Glienicker Weg 125/127 führt zum Bürogebäude der zur Menarini Group gehörenden Berlin-Chemie. Das Gelände wurde nach Plänen des Architekten Max Jacob in den Jahren 1904 bis 1906 mit Fabrikbauten versehen. Zubringergleise verbanden dieses Gelände mit dem Berliner Außenring. Nach 1920 waren die Gebäude in das Eigentum der Reichsmonopolverwaltung für Branntwein übergegangen. Infolge des Zweiten Weltkriegs gab es diese Behörde nicht mehr, und der VEB Bärensiegel Berlin übernahm die Immobilie. Hier produzierten mehrere tausend Beschäftigte bis zur politischen Wende Liköre und Weinbrände. Aktuell werden die denkmalgeschützten Klinkerverblendbauten zu einer Filiale einer Möbelhauskette umgebaut. Das Fabrikgelände zieht sich bis zur Ecke Glienicker Weg 181/Adlergestell 327 hin.

## Verkehrsanbindung

### Straßenbahn
Auf dem westlichen Stück des historischen Glienicker Wegs fuhr ab 1909 die Straßenbahn Adlershof–Altglienicke der Teltower Kreisbahnen. Nach deren Übernahme durch die Berliner Straßenbahn wurde die Verbindung als Linie 84 bezeichnet. Vor dem Zweiten Weltkrieg bis 1962 fuhr sie östlich des Bahndamms der S-Bahn auf dem Adlergestell bis zur Kreuzung mit dem Glienicker Weg. Nachfolgend musste durch die ohnehin nicht breite Eisenbahnbrücke in Richtung Westen gefahren werden, um über die Köpenicker Straße bis zur Endstation Am Falkenberg zu gelangen. Ab 1962 wurde die bisherige Trasse vom Adlergestell auf die westliche Seite der S-Bahn verlegt. Dadurch konnte die etwas breitere Brücke über die Rudower Chaussee für die Straßenbahn genutzt werden. Seit 1993 endet sie bereits am S-Bahnhof Adlershof.

### Bus
Da einerseits die Bebauung nördlich des Glienicker Wegs im Rahmen des Wohnungsbauprogrammes der DDR verdichtet wurde und andererseits das Getränkekombinat Berlin südlich des Glienicker Wegs mit dem Produktionsstandort des VEB Bärensiegel Berlin mehrere Tausend Arbeiter beschäftigte, wurde die Buslinie 23 von „Rudower Chaussee“ nach „Altglienicke“ über die Nipkowstraße zum Haupteingang des Werks geführt. Außerdem fuhr die Buslinie 89 vom Werkseingang Bärensiegel über Johannisthal bis zum Bahnhof Schöneweide.
Nach der politischen Wende verödete das Firmengelände südlich des Glienicker Wegs. Nur die Berlin-Chemie AG hat hier als größeres Unternehmen seinen Standort wieder ausgebaut. Die Buslinie 164 verbindet den S-Bahnhof Köpenick, den Glienicker Weg und die Nipkowstraße durch Adlershof hindurch mit dem S-Bahnhof Schönefeld, außerdem führt hier die Buslinie 162 vorbei, die den U-Bahnhof Rudow mit dem Schloßplatz Köpenick verbindet (fährt nur Montag bis Freitag, 6–20 Uhr).

### Bautätigkeit / Anbindung der TVO an das Adlergestell
Im Jahr 2006 begann die Erweiterung der Abwasserrohre auf einer Strecke von knapp einem Kilometer. Da zu diesem Zeitpunkt bereits der südliche Abschnitt der Tangential-Verbindung Ost (TVO), die Spindlersfelder Straße, im Bau war, deren Verlängerung und Anbindung in Richtung A 113 und A 117 der Glienicker Weg ist, wurden Teile der Straßendecke modernisiert und für einen vierstreifigen Betrieb vorgesehen.
Der Glienicker Weg stellte als zweispurige Straße einen Flaschenhals dar, da die zubringenden Straßen (Adlergestell, Köpenicker Straße, Spindlersfelder Straße) vier- bis sechsstreifig ausgebaut sind. Der Straßenausbau wurde nicht rechtzeitig geplant und verzögerte sich seit 2003 immer wieder. Insbesondere im Berufsverkehr und Sonntags-Rückreiseverkehr war der Glienicker Weg eine permanente Staufalle. Durch die Verzögerungen beim Ausbau der Straße verfielen Förderzusagen der Europäischen Union in Höhe von insgesamt ca. 5,2 Millionen Euro. Der Baubeginn erfolgte im Mai 2009.
- Die Eisenbahnunterführung wurde ab Mai 2009 halbseitig und Ende 2009 mehrere Wochen vollständig gesperrt[5]
- Der erste Straßenabschnitt – auf dem westlichen Teilstück die nördliche Fahrbahn – wurde im November 2010 freigegeben. Die alte südliche Fahrbahn wurde anschließend abgebrochen.
- Der zweite Straßenabschnitt – auf dem östlichen Teilstück die südliche Fahrbahn – wurde zum Mai 2011 freigegeben. Der Neubau der alten Fahrbahnen wurde am 30. November 2012 freigegeben, einschließlich der neuen Ampelkreuzung Nipkowstraße.[6]